# Îlet Moustique
Îlet Moustique är en ö i Haiti.   Den ligger i departementet Sud, i den sydvästra delen av landet, 130 km väster om huvudstaden Port-au-Prince.